# Patrick Dehornoy

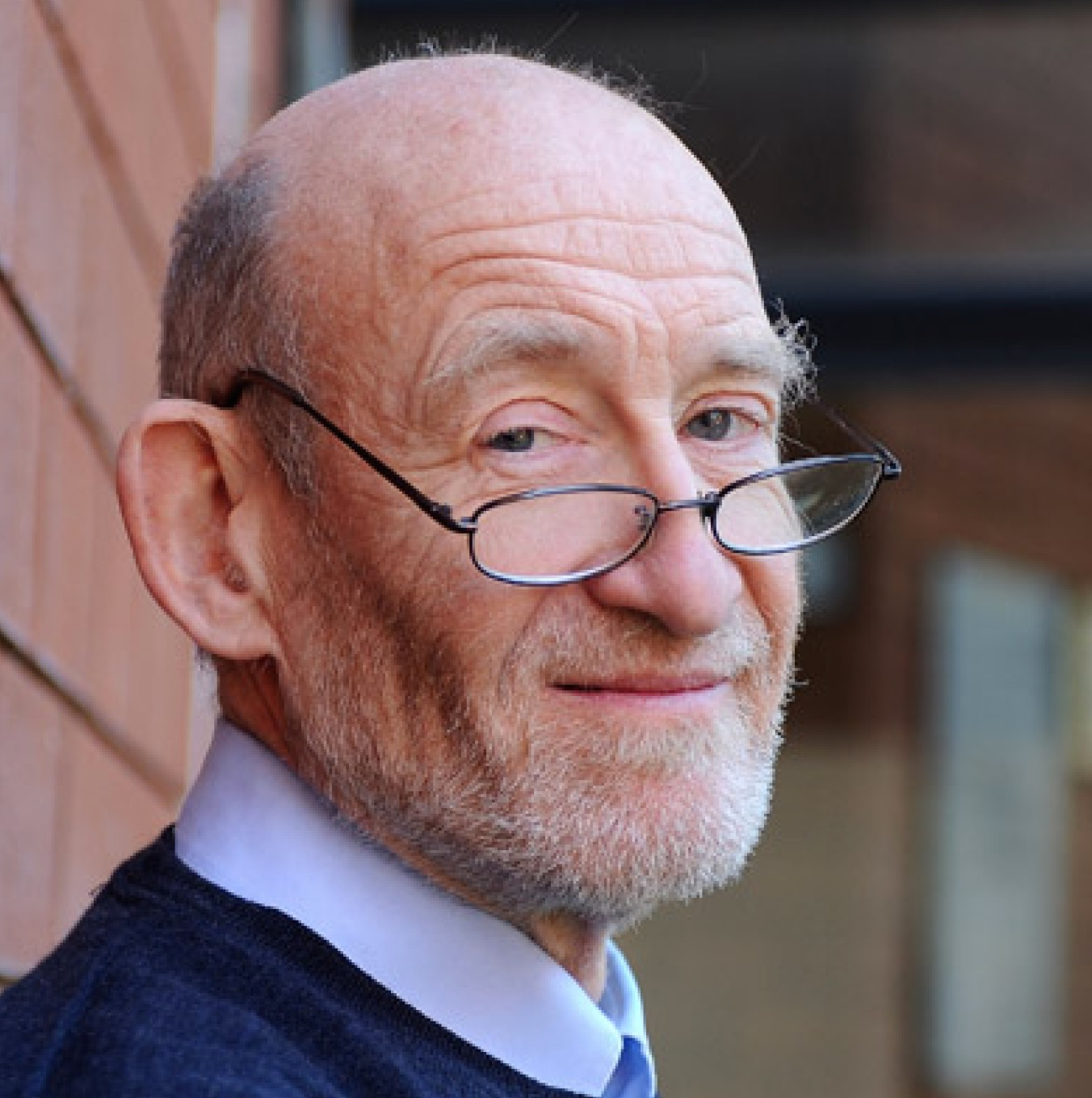
Patrick Dehornoy (2013)

Patrick Dehornoy (* 11. September 1952 in Rouen; † 4. September 2019) war ein französischer Mathematiker, der sich mit Mengenlehre und Algebra beschäftigte, speziell mit Zopfgruppen. Er war Professor an der Universität Caen.
Er studierte ab 1971 in Paris an der École normale supérieure (ENS) und ab 1975 forschte er für das Centre national de la recherche scientifique (CNRS). 1978 wurde er an der Universität Paris bei Kenneth Walter McAloon promoviert. Seit 1983 war er Professor in Caen.
Er befasste sich unter anderem mit Anwendungen von Mengenlehre und Logik in der Theorie der Zöpfe (englisch: Braids). Insbesondere fand er so eine Anwendung der Theorie großer Kardinalzahlen in einem anderen Gebiet der Mathematik. Dehornoy untersuchte Zöpfe unter den verschiedensten Gesichtspunkten (Isotopieproblem, Färbungen, Kryptographie, Klassifikation, Ordnung). Er beschäftigte sich auch mit Verallgemeinerungen von Zopfgruppen, wie den Garside-Gruppen.
Er war ab 2009 stellvertretender Direktor des mathematischen Instituts Institut de sciences mathématiques et de leurs interactions (INSMI) des CNRS.
1999 erhielt er vom Institut d’Estudis Catalans den Ferran-Sunyer-i-Balaguer-Preis und 2005 den Prix Langevin der Académie des sciences. 2002 wurde er Senior-Mitglied des Institut universitaire de France.
Er war verheiratet und hatte drei Kinder.

## Schriften
- mit Ivan Dynnikov, Dale Rolfsen, Bert Wiest: Ordering Braids. American Mathematical Society 2008
- dieselben: Why are braids ordable ? Societe Mathematique de France 2002
- Braids and Self-Distributivity (= Progress in Mathematics, 192). Birkhäuser 1999 (das Buch gewann den Ferran Sunyer i Balaguer Preis)
- Mathématiques de l’informatique. Dunod 2000
- Complexité et décidabilité. Birkhäuser 2000
- From large cardinals to braids via distributive algebra. J. Knot Theory and Ramifications, 4, 1995, S. 33–79
- Braid based cryptography. Contemporary Mathematics, Band 360, 2004, S. 5–33